# آن كول
آن كول (بالإنجليزية: Ann Cole)‏ هي مغنية أمريكية، ولدت في 24 يناير 1934 في نيوآرك في الولايات المتحدة، وتوفي بنفس المكان في نوفمبر 1986.

## وصلات خارجية
- آن كول على موقع ميوزك برينز (الإنجليزية)
- آن كول على موقع أول ميوزيك (الإنجليزية)
- آن كول على موقع ديسكوغز (الإنجليزية)